# Emma Lanford
Emma Lanford ist eine britische Pop- und Soul-Sängerin.

## Karriere
Lanford sang schon in jungen Jahren im Schulchor und wurde bei einem Auftritt in einem Pub in ihrer Heimatstadt Birmingham entdeckt. Für den Produzenten Mousse T. sang sie dann seine Hits Horny, Fire, Is it Cos I’m Cool? und Right About Now ein. Mit letzterem Titel nahm sie mit Mousse T. am Bundesvision Song Contest 2005 für Niedersachsen teil, was ihr Platz 4 brachte. 2006 war sie am Schauspielhaus Hannover als Katze in Mousse T.s Musicalversion von Alice im Wunderland zu sehen.

## Diskografie
Singles

| Jahr | Titel Album                           | Höchstplatzierung, Gesamtwochen, AuszeichnungChartplatzierungen (Jahr, Titel, Album, Platzierungen, Wochen, Auszeichnungen, Anmerkungen) | Höchstplatzierung, Gesamtwochen, AuszeichnungChartplatzierungen (Jahr, Titel, Album, Platzierungen, Wochen, Auszeichnungen, Anmerkungen) | Höchstplatzierung, Gesamtwochen, AuszeichnungChartplatzierungen (Jahr, Titel, Album, Platzierungen, Wochen, Auszeichnungen, Anmerkungen) | Höchstplatzierung, Gesamtwochen, AuszeichnungChartplatzierungen (Jahr, Titel, Album, Platzierungen, Wochen, Auszeichnungen, Anmerkungen) | Anmerkungen                                                         |
| Jahr | Titel Album                           | DE | AT | CH | UK | Anmerkungen                                                         |
| ---- | ------------------------------------- | --- | --- | --- | --- | ------------------------------------------------------------------- |
| 1998 | Horny ’98 –                           | DE28 (15 Wo.)DE | AT17 (12 Wo.)AT | CH11 (18 Wo.)CH | UK2 Platin · (21 Wo.)UK | Erstveröffentlichung: 11. Mai 1998 als Hot ’n’ Juicy vs. Mousse T.  |
| 2002 | Fire Gourmet de Funk                  | DE73 (3 Wo.)DE | — | CH36 (13 Wo.)CH | UK58 (2 Wo.)UK | Erstveröffentlichung: Mai 2002 Mousse T. feat. Emma Lanford         |
| 2004 | Is It ’Cos I’m Cool? All Nite Madness | DE33 (9 Wo.)DE | AT12 (18 Wo.)AT | CH27 (14 Wo.)CH | UK9 (14 Wo.)UK | Erstveröffentlichung: 16. Februar 2004 Mousse T. feat. Emma Lanford |
| 2005 | Right About Now All Nite Madness      | DE47 (9 Wo.)DE | AT49 (4 Wo.)AT | CH94 (2 Wo.)CH | UK28 (5 Wo.)UK | Erstveröffentlichung: 28. Januar 2005 mit Mousse T.                 |